# Salaiola
Salaiola is een plaats (frazione) in de Italiaanse gemeente Arcidosso.
Klein dorp op de hellingen van de Monte Aquilaia, is er de kerk van Madonna dateert uit de 19e eeuw.